# Cologne, pont de bateaux
Cologne, pont de bateaux è un cortometraggio del 1896 diretto da Constant Girel.
Catalogo Lumiere n° 228

## Trama
Colonia 1896: Constant Girel, documenta il momento in cui un guardiano, apre l'accesso al ponte e la folla di passanti attraversa.